# Hermann I. zu Castell

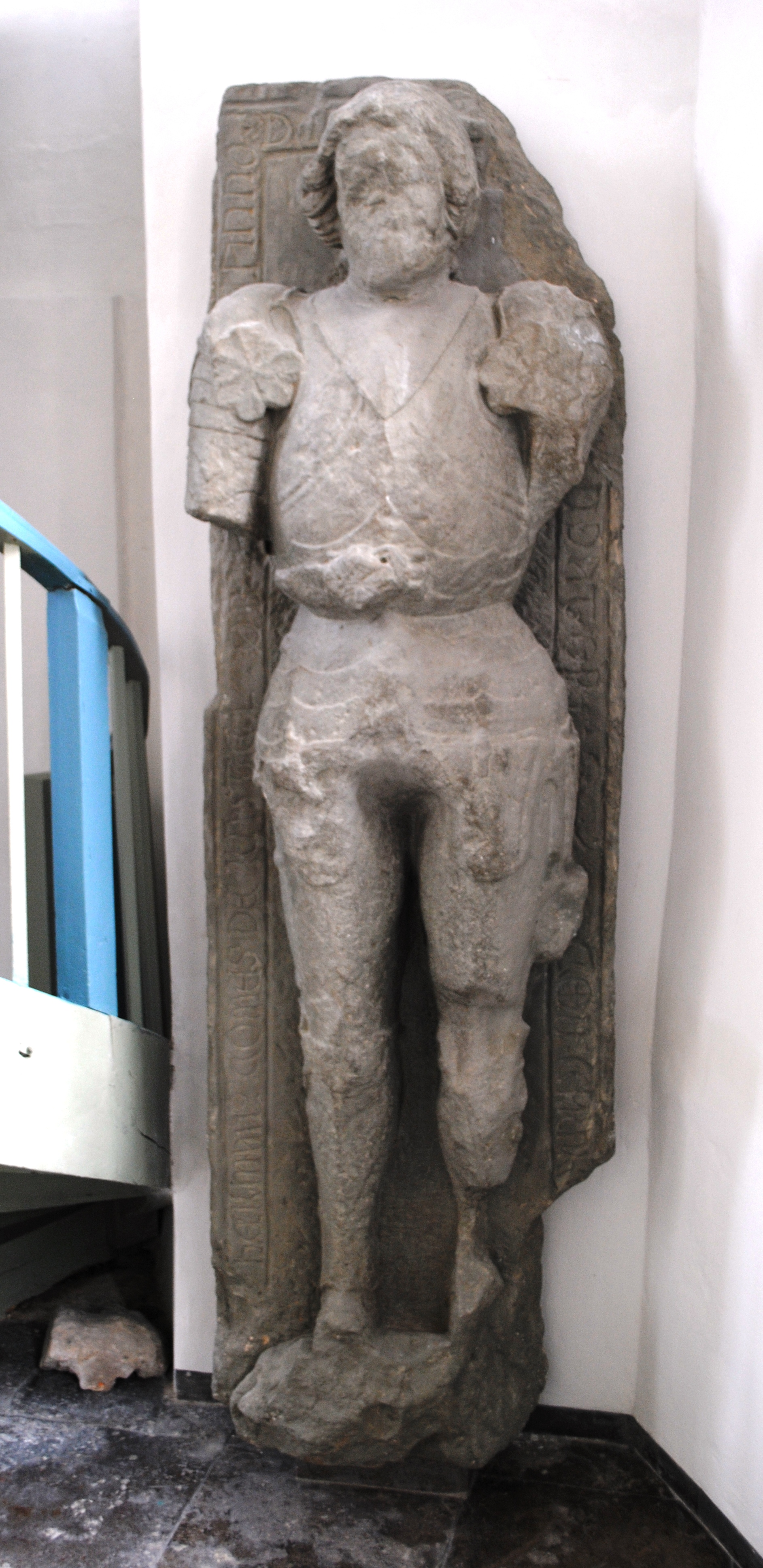
Das Epitaph des Grafen in der Kirche in Rüdenhausen

Hermann I. Graf und Herr zu Castell († um 1289) war von etwa 1253 bis zu seinem Tod Herrscher der Grafschaft Castell. Er begründete die Linie vom Oberen Schloss und gilt als Stammvater aller noch heute lebenden Grafen zu Castell.

## Die Grafschaft vor Hermann I.
Die Entwicklung der Grafschaft ist eng mit den gesellschaftlichen Vorgängen des Hochmittelalters verbunden. In der zweiten Hälfte des 11. Jahrhunderts wird erstmals ein Edelfreier mit Sitz in der Burg Castell genannt. Er war wohl von einer der größeren Herrschaften der Umgebung, namentlich der Abtei Fulda, für seine Dienste entschädigt worden und gehörte dem sogenannten Dienstadel, den Ministerialen an.
In Konkurrenz zu den anderen Adelsfamilien der Region häuften die Castell mehr und mehr Eigenbesitz an und formierten hieraus im Laufe des 12. Jahrhunderts einen Herrschaftsbereich im Süden und Westen des Steigerwaldes. Um das Jahr 1200 nahmen die Herren zu Castell auch den Titel eines Grafen an, bald darauf folgte die Formel „dei gratia“ (lat. von Gottes Gnaden). Das Gebiet, das die Grafen beherrschten war keineswegs einheitlich, sondern setzte sich aus Vogteien und ganzen und halben Dorfherrschaften zusammen.

## Leben
Über das Leben des Grafen ist nur sehr wenig bekannt. Er war das Kind von Graf Friedrich I. und seiner Frau Bertha, die aus dem Haus Henneberg stammte. Die Jugend und Ausbildung von Hermann liegen wiederum im Dunklen. Nach dem Tod seines Vaters trat er um das Jahr 1250 die Herrschaft über die Grafschaft an, die er sich jedoch mit seinem Bruder Heinrich teilen musste. In das Jahr 1253 fällt die erste Nennung des Grafen Hermann zu Castell.
Zur gleichen Zeit etablierte sich auch die wichtigste Siedlung innerhalb des Herrschaftsgebietes, Volkach, als Stadt, sie wurde 1258 erstmals als solche genannt. Mit diesem Aufstieg erreichte das castellische Herrschaftsgebiet eine große Ausdehnung und umfasste neben der Stadt unter anderem auch mehrere wichtige Vogteien über Dörfer am Rande des Steigerwaldes. Der Aufstieg blieb auch dem Würzburger Fürstbistum nicht verborgen, das sich ebenfalls am Main und seinen Siedlungen orientierte.
In der Folgezeit kam es zu Streitigkeiten zwischen den Brüdern Heinrich und Hermann. Während Heinrich mit den Grafen von Henneberg paktierte, die versuchten, den Einfluss der Bischöfe zu beschränken, stand Hermann an der Seite von Bischof Poppo von Trimberg. In den Jahren 1265/1267 eskalierte der Streit: Hermann und Heinrich teilten das Herrschaftsgebiet untereinander auf, sodass zwei Linien entstanden. Hermann stand der Linie vom Oberen Schloss vor, Heinrich residierte im Unteren Schloss.
Die achtziger Jahre des 13. Jahrhunderts sind in den Quellen nicht genauer genannt. Der Überlieferung nach soll Graf Hermann jedoch eine Jerusalemreise unternommen haben, um von dort mehrere Mönche des Karmelitenordens mit in die Grafschaft zu bringen. Im Jahr 1282 stiftete Hermann auf den heruntergekommenen Ruinen der Vogelsburg eines der ersten Klöster dieses Ordens in Deutschland. Er plante, diesen Ort zur Familiengrablege zu machen.
Graf Hermann I. zu Castell starb um das Jahr 1289 und wurde im Kloster Vogelsburg bestattet. Der originale Epitaph des Grafen findet sich heute in der Kirche St. Peter und Paul in Rüdenhausen, auf der Vogelsburg und im Museum Barockscheune der Stadt Volkach sind Kopien ausgestellt.

## Ehe und Nachkommen
Hermann heiratete um das Jahr 1263 Sophie von Wildberg, deren Familie ebenfalls dem Würzburger Bischof nahestand. Über die Kinder des Paares schweigen die Quellen zumeist. Lediglich der Nachfolger des Hermann, Friedrich, ist überliefert.
- Friedrich († um 1349)[4]
- Bertha († um 1337)